# Zec de la Rivière-Cap-Chat
Pour les articles homonymes, voir Cap-Chat (homonymie).
La zec de la Rivière-Cap-Chat (ancienne désignation: "Réserve faunique de la Rivière-Cap-Chat") est une zone d'exploitation contrôlée (zec) de rivière, située dans la municipalité de Cap-Chat, dans la municipalité régionale de comté (MRC) de La Haute-Gaspésie, dans la région administrative de la Gaspésie–Îles-de-la-Madeleine, au Québec, au Canada. La Société de gestion de la rivière Cap-Chat est le gestionnaire de cette rivière au statut de zec à saumon.

## Géographie
À partir de la limite du zec de Cap-Chat, la rivière Cap-Chat coule vers le nord-est, puis vers le nord, sur 57,5 kilomètres jusqu'à son embouchure dans le fleuve Saint-Laurent, dans la municipalité de Cap-Chat. Et 56,6 km de cette rivière est constituée en zone d'exploitation contrôlée soit le "zec de la Rivière-Cap-Chat".
Cette rivière prend sa source au cœur même des monts Chic-Chocs, situés au centre de la péninsule gaspésienne. Les eaux de la rivière sont très limpides, car les eaux descendent sur un fond de gravier. Dans cette rivière, la grosseur des saumons capturés est généralement supérieure à la moyenne. Plusieurs individus et organismes ont œuvré activement pour la préservation du saumon de l’Atlantique sur cette rivière.
À partir de Cap-Chat, une route forestière a été aménagée le long de la rivière afin de faciliter l’accès aux visiteurs. En complémentarité, la zec de Cap-Chat est située dans la partie supérieure de la rivière Cap-Chat, sur la rive nord.

## Faune
Dans la rivière Cap-Chat, seulement 5 espèces de poissons foissonnent: le saumon, l'omble de fontaine, le chabot visqueux, l'anguille d'Amérique et l'épinoche à trois épines.
La rivière Cap-Chat compte 52 fosses à saumon dans trois secteurs de pêche dont un seul n’est point contingenté. Seule la pêche à gué est permise sur cette rivière; l’usage d'une embarcation de rivière y est autorisée seulement pour la traverser. La "Société de gestion de la rivière Cap-Chat" administre la zec de la Rivière-Cap-Chat dont le territoire correspond au parcours de la rivière.

## Toponymie
Le terme "Cap-Chat" se réfère à un ensemble de désignation de lieux de la région de Cap-Chat: seigneurie, deux zecs, canton, ville, anse, routes et rues, rivières, pointe, canyon et butte.
Le toponyme "zec de la Rivière-Cap-Chat" a été officialisé le 5 mars 1993 à la Banque des noms de lieux de la Commission de toponymie du Québec.